# 歐內斯特·高爾斯
歐內斯特·亞瑟·高爾斯爵士，GCB，GBE（Sir Ernest Arthur Gowers，1880年6月2日—1966年4月16日），英國資深公務員及作家，1903年至1930年在英國政府內供職，曾處理稅務及礦務等事務，離開政府前任稅務局委員會主席。離開政府以後，高爾斯爵士繼續獲政府委以不同公職，當中包括出任煤業委員會主席、倫敦地區民防地區專員、哈羅發展公司主席、及死刑皇家委員會主席等等。高爾斯爵士深得英廷肯定，多次獲勳，更曾四度獲授予爵士勳銜。
高爾斯在政府供職多年以來，以文筆簡潔直接著稱，善於英文公文寫作。他在1954年出版參考書The Complete Plain Words（《簡明語文全集》），內容講授英文公文寫作技巧，出版至今未曾停印，是英文公文寫作的重要參考書籍之一。

## 生平

### 早年生涯
高爾斯在1880年6月2日生於英國倫敦，父親為威廉·理查德·高爾斯爵士（Sir William Richard Gowers，1845年－1915年），是著名神經學醫生，亦是皇家學會院士，母親是瑪麗·拜恩斯（Mary Baines），來自利茲，是腓特烈·拜恩斯之女。 高爾斯家中有四名兄弟姊妹，他是二子，早年入讀拉格比公學，畢業後升讀劍橋大學卡萊爾學院，期間表現優異，獲頒獎學金外，更於1902年的古典文學優等考試中取得一級榮譽成績。他後來再在1949年獲院方任命為榮譽院士。

### 加入政府
大學畢業後，高爾斯在1903年加入英國政府任職公務員，起先於稅務局供職，翌年調往印度事務辦公室。 在1906年於內殿考獲大律師資格後，高爾斯自1907年起為歷任印度事務次官任職私人秘書，其中較出名的有埃德溫·塞繆爾·孟塔古，孟塔古後來在1917年出任印度大臣。 在1911年至1912年間，高爾斯轉而出任財政大臣大衛·勞萊·喬治的私人秘書，其後在1912年再獲勞萊·喬治委任到全國醫療保險委員會（National Health Insurance Commission）任職總督察，主管英格蘭地區，至1917年卸任，同年獲授CB勳銜。全國醫療保險委員會是根據《1911年全國保險法案》而設立的，委員會的設立在當時對一眾公務員來說，是一份規模浩大而繁複的工作。
在1914年至1917年期間，高爾斯一度被借調到外交部辦公室任職，至1917年，他改而出任公務員事務仲裁委員會秘書，1919年轉任貿易委員會轄下煤礦部的生產總監，並於1920年獲擢升為礦務常務次官，期間於1926年獲英皇授予KBE勳銜，成為爵士。 在1927年，他卸任常務次官，並調回最初加入政府時供職的稅務局，不過這次則出任稅務局委員會主席。 高爾斯在1928年獲勳KCB勳銜，後於1930年從稅務局委員會退休，脫離公務員行列。

### 擔任公職
高爾斯雖然退休，但因為長年在政府任職，經驗豐富，所以很快就獲政府委以公職。在1930年至1935年間，他再次接手煤礦事務，獲政府委任為煤礦整頓委員會（Coal Mines Re-organisation Commission）主席，而該委員會是依照《1930年煤礦法案》而設立的，職責主要是合併國內礦場，然而受到礦場主的強烈反對，委員會未能有所作為。 儘管如此，他在1938年至1946年間再進一步獲委任為煤業委員會（Coal Commission）主席，並在1942年成功宣佈英國國內所有停產煤礦一律成為煤業委員會的產業。
在二戰以前，高爾斯曾任帝國國防委員會轄下的人力資源小組委員會主席，1939年至1945年期間還獲委任為倫敦地區的民防地區專員，與時任倫敦郡議會領袖萊瑟姆勳爵（Lord Latham）等人合作，協助統籌倫敦在第二次世界大戰時的防務工作。 戰後，高爾斯在1945年獲勳GBE勳銜，同年獲委任為聘用婦女擔任外交事務委員會主席，研究讓婦女擔任與外交事務有關的高級職位。 翌年，他任內政部辦公室的商店休息時間調查委員會主席，後復於1949年獲政府委任為保存歷史建築物委員會主席，研究歷史建築物的保存、保養及用途。
另一方面，高爾斯亦在1934年至1947年間擔任位於紹斯沃爾德（Southwold）的聖菲力克斯學校（Saint Felix School）校董會主席，二戰爆發後在1940年5月協助主持學校遷校到康沃爾廷塔哲（Tintagel）的亞瑟王城堡酒店，後來再遷校往薩默塞特的聖喬治（Saint George）。 在1947年，市鎮及郊區規劃部（Ministry of Town and Country Planning）根據《1946年新市鎮法案》而成立哈羅發展公司（Harlow Development Corporation），該公司透過政府貸款在埃塞克斯郡的哈羅購入土地，興建新市鎮，並就新市鎮的興建與埃塞克斯郡議會緊密合作。高爾斯在1947年出任該公司的首任主席，協助籌組公司，至1950年卸任。
在1949年至1953年，高爾斯獲政府委任為死刑皇家委員會主席，卸任後獲英女皇伊利沙伯二世授予GCB勳銜。在皇家委員會的經歷促使他堅定倡議廢除死刑，並在1956年出版A Life for a Life? The Problem of Capital Punishment（《以命易命？死刑的問題》）一書，對死刑衍生的問題加以探討。 在1952年至1953年，高爾斯出任手足口病委員會主席，另外又自1948年至1957年出任全國神經疾病醫院委員會主席。 高爾斯較晚期出任的公職還包括有自1956年至1957年出任英語協會主席，以及自1952年至1960年擔任大英帝國勳章紫杖傳令官（Gentleman Usher of the Purple Rod）等等。

### 寫作生涯
高爾斯無論任職公務員以及在後來出任公職期間，都以表達能力清晰、文筆簡潔直接著稱，這成為他一直獲得政府重用的原因之一。 在時任內閣秘書愛德華·布里吉斯爵士（Sir Edward Bridges，後為布里吉斯勳爵）及財政部邀請下， 高爾斯在1948年出版售價為兩先令的參考書Plain Words: a Guide to the Use of English（《簡明語文：英文運用指引》），內容最初以公務員為閱讀對象，講授英文公文寫作技巧。他後來又在1951年出版續集ABC of Plain Words（《簡明語文ABC》），至1954年更將兩版結集成為The Complete Plain Words（《簡明語文全集》）出版，閱讀對象在日後漸漸擴充為有意鍛鍊英文寫作技巧的人士。
高爾斯在書中提出不要官僚文章，忌用冗贅句子及苦澀難明的詞彙，鼓勵在公文寫作中多用簡單直接的表達手法，使公文成為大眾可以容易理解的文章。The Complete Plain Words自發行後經過多次修訂，出版至今未曾停印，是英文公文寫作的重要參考書籍之一。 高爾斯後來榮獲曼徹斯特大學頒售榮譽文學博士學位。在1965年，已屆85歲的高爾斯復獲牛津大學出版社邀請擔任Fowler's Modern English Usage（《福勒現代英語文法》）新版主編。

### 逝世
高爾斯晚年花時間在西薩塞克斯的農場養豬。 他在1966年4月16日卒於薩塞克斯米德赫斯（Midhurst）的英皇愛德華七世醫院，終年85歲。他身後遺下遺產逾10萬英鎊，遺產於1966年8月16日獲得當局認證。

The Complete Plain Words封面

## 家庭
高爾斯在1905年娶康斯坦絲·基爾為妻。康斯坦絲來自北愛爾蘭安特里姆郡的巴利馬尼（Ballymoney），父親托馬斯·麥克格雷戈·基爾（Thomas Macgregor Greer）為當地副郡尉。 高爾斯夫婦共育有一子兩女，康斯坦絲在1926年憑丈夫成為高爾斯爵士夫人（Lady Gowers），後於1946年獲授MBE勳銜，她在1952年去世。數學家蒂莫西·高爾斯為其曾孫。

## 部份著作
- Plain Words: a Guide to the Use of English. London: HMSO, 1948.

（《簡明語文：英文運用指引》。倫敦：HMSO，1948年。）
- ABC of Plain Words. London: HMSO, 1951.

（《簡明語文ABC》。倫敦：HMSO，1951年。）
- The Complete Plain Words. London: HMSO, 1954.

（《簡明語文全集》。倫敦：HMSO，1954年。）
- A Life for a Life? The Problem of Capital Punishment. London: Chatto and Windus, 1956.

（《以命易命？死刑的問題》。倫敦：查托及溫德斯，1956年。）
- Editor, Fowler's Modern English Usage 2nd Edition. Oxford University Press, 1965.

（主編，《福勒現代英語文法》第二版。牛津大學出版社，1965年。）
註：為方便讀者，以上中文書名皆由維基編輯自行翻譯，絕不是指這些著作備有中文譯本，讀者亦不應視以上譯名為中文版書名。

## 榮譽

### 頭銜
- 歐內斯特·高爾斯，Esq （1880年6月2日－1917年6月4日）
- 歐內斯特·高爾斯，CB （1917年6月4日－1926年7月3日）
- 歐內斯特·高爾斯爵士，KBE，CB （1926年7月3日－1928年6月4日）
- 歐內斯特·高爾斯爵士，KCB，KBE （1928年6月4日－1945年）
- 歐內斯特·高爾斯爵士，GBE，KCB （1945年－1953年1月1日）
- 歐內斯特·高爾斯爵士，GCB，GBE （1953年1月1日－1966年4月16日）

### 殊勳
- C.B. （1917年6月4日英皇壽辰名單[7]）
- 王冠騎士勳章 （比利時，1918年[8]）
- K.B.E. （1926年7月3日英皇壽辰名單[9]）
- K.C.B. （1928年6月4日英皇壽辰名單[10]）
- G.B.E. （1945年[1]）
- G.C.B. （1953年1月1日新年榮譽名單[11]）
- Hon. A.R.I.B.A.[1]
- 泰晤士河畔京士頓皇家自治鎮榮譽市民[2]

### 榮譽學位
- 榮譽學位
  - 文學博士 （曼徹斯特大學[1]）
- 榮譽院士
  - 劍橋大學卡萊爾學院 （1949年[1]）

## 注腳
1. 1 2 3 4 5 6 7 8 9 10 11 12 13 14 15 16  "GOWERS, Sir Ernest Arthur", Who Was Who, London: A & C Black, 1996.
2. 1 2 3 4 5 6 7 8 9 10 11 12 13 14 15  R. W. Burchfield, rev., "Gowers, Sir Ernest Arthur (1880–1966)", Oxford Dictionary of National Biography 5th edition, Oxford University Press, 2004.
3. ↑  "Issue 33299", London Gazette, 2 August 1927, p.16.
4. ↑  Nancie Pelling, "Saint Felix School", Blythburgh Society, 1999.
5. ↑  W. R. Powell (editor), A History of the County of Essex: Volume 8, 1983.
6. ↑  Sir Ernest Gowers, The Complete Plain Words. London: HMSO, 1954.
7. ↑  "Issue 30111 （页面存档备份，存于）", London Gazette, 1 June 1917, p.4.
8. ↑  "Issue 31343", London Gazette, 16 May 1919, p.4.
9. ↑  "Issue 33179", London Gazette, 2 July 1926, p.10.
10. ↑  "Issue 33390", London Gazette, 1 June 1928, p.4.
11. ↑  "Issue 39732 （页面存档备份，存于）", London Gazette,  30 December 1952, p.4.

## 外部連結
- Plain Words: A guide to the use of English （页面存档备份，存于）（英文）
- The Complete Plain Words （页面存档备份，存于）（英文）

| 政府职务               | 政府职务                         | 政府职务                              |
| ---------------------- | -------------------------------- | ------------------------------------- |
| 前任： 新成立          | 哈羅發展公司主席 1947年 – 1950年 | 繼任： 理查德·科斯坦爵士              |
| 榮銜                   |                                  |                                       |
| 前任： 腓特烈·肯陽爵士 | 紫杖傳令官 1952年 – 1960年       | 繼任： 馬爾科姆·特里斯特拉姆·伊夫爵士 |